# Skate or Die!
Pour le film sorti en 2008, voir Skate or Die.
Skate or Die! est un jeu vidéo de simulation de skateboard édité par Electronic Arts sur ordinateur personnel ZX Spectrum, Commodore 64, Amstrad CPC, Apple II, Atari ST et console NES (sur NES développé par Konami et édité par Ultra Games) en 1988,,,.